# Petra Mede
Petra Maria Mede (ur. 7 marca 1970 w Sztokholmie) – szwedzka satyryczka, tancerka i prezenterka telewizyjna. Trzykrotna prowadząca Konkursu Piosenki Eurowizji (w 2013, 2016 i 2024).

## Kariera
Gdy miała 12 lat, rozpoczęła naukę w Szwedzkiej Akademii Baletowej. Z upływem lat jej zainteresowania artystyczne przesuwały się w stronę tańca współczesnego, w którym się wyspecjalizowała, a po ukończeniu szkoły w wieku 18 lat zaczęła pracować jako zawodowa tancerka. Tańczyła w Szwecji i Francji, karierę taneczną zakończyła przez serię następujących po sobie kontuzji pleców, które zagrażały jej zdrowiu.
Po kilku latach rehabilitacji postanowiła spróbować sił w dziedzinie komedii. W 2005 zwyciężyła na festiwalu stand-upu Bungy Comedy i zaczęła profesjonalnie występować z autorskimi monologami. Od 2007 była regularnie zapraszana do programów satyrycznych w szwedzkiej telewizji. W 2009 zwyciężyła w plebiscycie na najpopularniejszą kobietę ze świata szwedzkiej komedii. W tym samym roku powierzono jej rolę prowadzącej program Melodifestivalen 2009. W 2010 została prowadzącą program dla telewizji TV3 Petra Mede Show łączący elementy komedii oraz talk-show. W latach 2011 i 2012 prowadziła ceremonie rozdania nagród Guldbagge, najważniejszych wyróżnieniem w szwedzkiej branży filmowej. Stała się również jedną z najpopularniejszych konferansjerek w Szwecji.

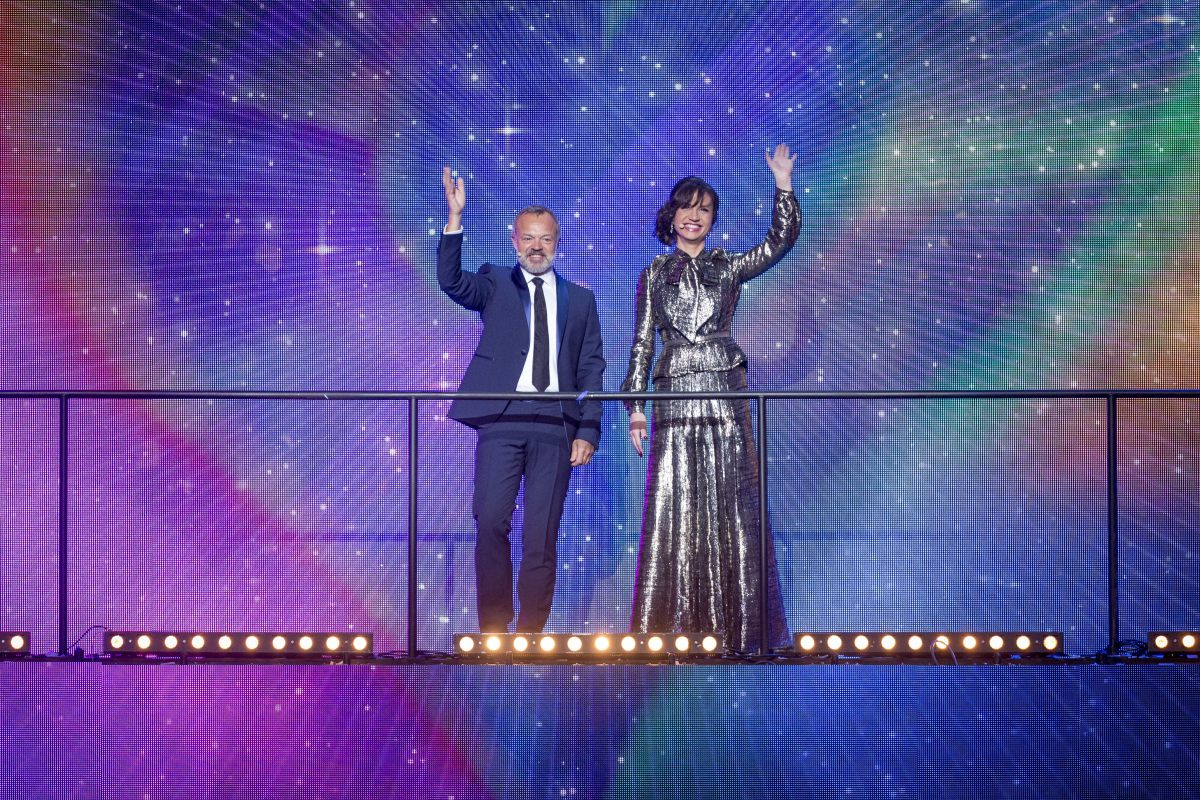
Mede i Graham Norton podczas Eurovision Song Contest’s Greatest Hits (2015)

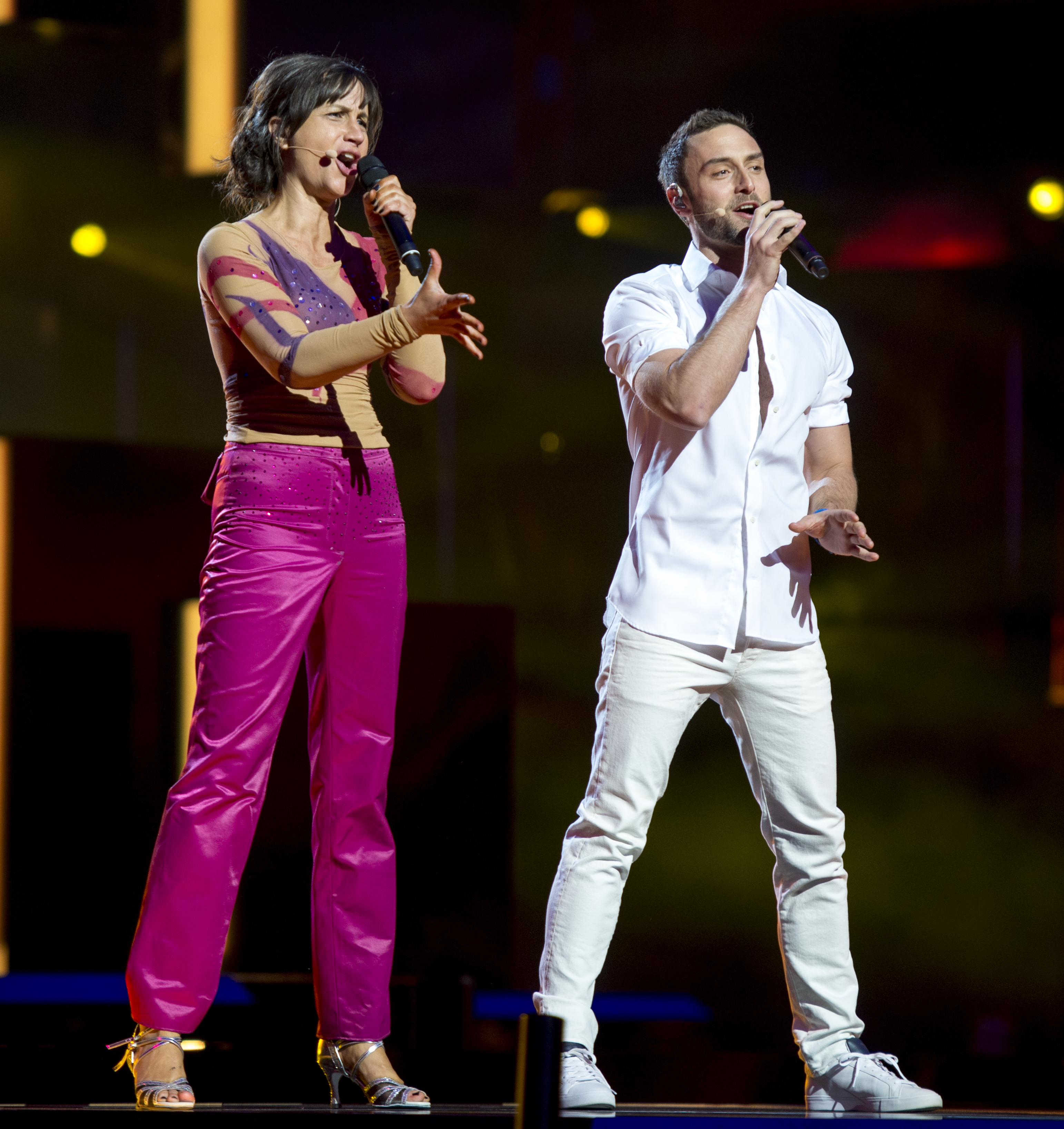
Mede i Måns Zelmerlöw podczas 61. Konkursu Piosenki Eurowizji (2016)

W maju 2013 poprowadziła 58. Konkurs Piosenki Eurowizji w Malmö. Pod koniec marca 2015 współprowadziła z Grahamem Nortonem koncert jubileuszowy Eurovision Song Contest’s Greatest Hits w Londynie. W 2016 współprowadziła z Giną Dirawi pierwszy koncert eliminacyjny Melodifestivalen 2016 i współprowadziła z Månsem Zelmerlöwem 61. Konkurs Piosenki Eurowizji w Sztokholmie. W maju 2024 z Malin Åkerman poprowadziła 68. Konkurs Piosenki Eurowizji w Malmö.